# Liste der Kulturgüter in Kilchberg ZH
Die Liste der Kulturgüter in Kilchberg ZH enthält alle Objekte in der Gemeinde Kilchberg im Kanton Zürich, die gemäss der Haager Konvention zum Schutz von Kulturgut bei bewaffneten Konflikten, dem Bundesgesetz vom 20. Juni 2014 über den Schutz der Kulturgüter bei bewaffneten Konflikten sowie der Verordnung vom 29. Oktober 2014 über den Schutz der Kulturgüter bei bewaffneten Konflikten unter Schutz stehen.
Objekte der Kategorien A und B sind vollständig in der Liste enthalten, Objekte der Kategorie C fehlen zurzeit (Stand: 1. Januar 2022). Unter übrige Baudenkmäler sind weitere geschützte Objekte zu finden, die im Verzeichnis der Objekte von überkommunaler Bedeutung der kantonalen Denkmalpflege zu finden und nicht bereits in der Liste der Kulturgüter enthalten sind.

## Kulturgüter
| Foto | | Objekt                                                                                   | Kat. | Typ | Standort                               | Beschreibung |
| ---- | --- | ---------------------------------------------------------------------------------------- | ---- | --- | -------------------------------------- | ------------ |
| ja   | Datei hochladen · Wikidata zu Lindt & Sprüngli (Schweiz) AG, Firmenarchiv (Q27481523)                     | Firmenarchiv Lindt & Sprüngli (Schweiz) AG KGS-Nr.: 9171                                 | A    | S   | Seestrasse 204 684242 / 241300         |              |
| ja   | Datei hochladen · Wikidata zu Wohnhaus von C. F. Meyer (1785, 1935, 1965, Ortsmuseum) (Q29932823)         | Wohnhaus C.F. Meyer KGS-Nr.: 7525                                                        | B    | G   | Alte Landstrasse 170 683717 / 241442   |              |
| BW   | Datei hochladen · Wikidata zu Neolithische Seeufersiedlung / neuzeitliche Keramikmanufakturen (Q29932820) | Schooren, neolithische Seeufersiedlung / neuzeitliche Keramikmanufakturen KGS-Nr.: 12590 | B    | F   | 684401 / 241350                        |              |
| BW   | Datei hochladen · Wikidata zu Neolithische Seeufersiedlung (Q29932819)                                    | Mönchhof / Bendlikon, neolithische Seeufersiedlung KGS-Nr.: 12591                        | B    | F   | 683861 / 243635                        |              |
| ja   | Datei hochladen · Wikidata zu Broelberggut (Q29932812)                                                    | Broelberggut mit Gartenanlage, Gärtnerhaus, Pavillon und Ökonomiebauten KGS-Nr.: 12593   | B    | G   | Alte Landstrasse 192 683774 / 241245   |              |
| ja   | Datei hochladen · Wikidata zu Katholische Kirche St. Elisabeth mit Glockenturm (Q19309357)                | Katholische Kirche St. Elisabeth mit Glockenturm KGS-Nr.: 12594                          | B    | G   | Schützenmattstrasse 25 683512 / 241632 |              |
| ja   | Datei hochladen · Wikidata zu Reformierte Kirche Kilchberg (Q2136921)                                     | Reformierte Kirche KGS-Nr.: 12595                                                        | B    | G   | Dorfstrasse 117 683400 / 241283        |              |
| BW   | Datei hochladen                                                                                           | Kultur- und Begegnungszentrum Conrad Ferdinand Meyer-Haus (Ortsmuseum) KGS-Nr.: 17229    | B    | S   | Alte Landstrasse 170 683715 / 241446   |              |

## Übrige Baudenkmäler
| ID              | Foto |                 | Objekt                                                                | Kat.   | Typ | Standort                                 | Beschreibung |
| --------------- | ---- | --------------- | --------------------------------------------------------------------- | ------ | --- | ---------------------------------------- | ------------ |
| 13500039        | ja   | Datei hochladen | Naville-Gut, Hauptgebäude                                             | B reg. | G   | Seestrasse 187 684203 / 241583           |              |
| 13500040        |      | Datei hochladen | Naville-Gut, Nebengebäude                                             | B reg. | G   | Seestrasse 185 684195 / 241600           |              |
| 13500076        | ja   | Datei hochladen | Wohnhaus Zum Wiesengrund                                              | C      | G   | Pilgerweg 70 684253 / 241222             |              |
| 13500078        | ja   | Datei hochladen | Wohnhaus                                                              | C      | G   | Im Wiesental 4 684233 / 241215           |              |
| 13500136        |      | Datei hochladen | Bauernhaus, Scheune                                                   | C      | G   | Horngasse 2 bei 683398 / 243258          |              |
| 13500137        |      | Datei hochladen | Wohnhaus, ehemaliges Bauernhaus                                       | C      | G   | Horngasse 2 683411 / 243265              |              |
| 13500230        | ja   | Datei hochladen | Wohnhaus Maiensäss                                                    | B reg. | G   | Böndlerstrasse 65 684040 / 241099        |              |
| 13500378        | ja   | Datei hochladen | Bauernwohnhaus                                                        | C      | G   | Weinbergstrasse 104 683537 / 242934      |              |
| 13500407        | ja   | Datei hochladen | Gotisch Hus, Hausteile 1+2                                            | B reg. | G   | Weihersteig 8/1 683675 / 241781          |              |
| 13500409        |      | Datei hochladen | Gotisch Hus, Hausteil 3                                               | B reg. | G   | Alte Landstrasse 145 683667 / 241775     |              |
| 13500465        | ja   | Datei hochladen | Broelberggut, Gartenpavillon / Tempelchen                             | B reg. | G   | Alte Landstrasse 192 bei 683778 / 241197 |              |
| 13500466        |      | Datei hochladen | Broelberggut, Ökonomiegebäude                                         | B reg. | G   | Alte Landstrasse 192a 683742 / 241227    |              |
| 13500467        |      | Datei hochladen | Broelberggut, Gärtnerhaus / Wohnhaus                                  | B reg. | G   | Alte Landstrasse 192A 683756 / 241238    |              |
| 13500474        |      | Datei hochladen | Wohnhaus                                                              | B reg. | G   | Dorfstrasse 103 683594 / 241360          |              |
| 13500487        | ja   | Datei hochladen | Sigristenhaus mit Schopf                                              | C      | G   | Dorfstrasse 122 683411 / 241326          |              |
| 13500490        | ja   | Datei hochladen | Meierhof, Hausteile 1+2                                               | B reg. | G   | Alte Landstrasse 118/120 683437 / 241344 |              |
| 13500492        | ja   | Datei hochladen | Meierhof, Waschhaus                                                   | B reg. | G   | Dorfstrasse 120 bei 683438 / 241324      |              |
| 13500493        | ja   | Datei hochladen | Meierhof, ehemaliger Widumhof                                         | B reg. | G   | Dorfstrasse 116 683451 / 241348          |              |
| 13500510        | ja   | Datei hochladen | Schellergut mit Gartenanlage, Villa                                   | B reg. | G   | Alte Landstrasse 160 683683 / 241613     |              |
| 13500524        | ja   | Datei hochladen | Oberer Mönchhof, Gartenpavillon                                       | B reg. | G   | bei Alte Landstrasse 98 683614 / 242236  |              |
| 13500525        | ja   | Datei hochladen | Oberer Mönchhof, Gasthof                                              | B reg. | G   | Alte Landstrasse 98 683621 / 242259      |              |
| 13500672        |      | Datei hochladen | Wohnhaus                                                              | B reg. | G   | Seestrasse 41 683661 / 242933            |              |
| 13500695        |      | Datei hochladen | Bootshaus                                                             | B reg. | G   | bei Seestrasse 41 683697 / 242932        |              |
| 13500828        | ja   | Datei hochladen | Verwaltungsgebäude mit Turnhalle und Mehrzwecksaal                    | B reg. | G   | Alte Landstrasse 110 683626 / 242088     |              |
| 135BEI00828     |      | Datei hochladen | Trafostation Sondertyp                                                | B reg. | G   | Alte Landstrasse 110 683642 / 242079     |              |
| 13500889        |      | Datei hochladen | Eigenheim William Dunkel                                              | B reg. | G   | Lärchenweg 7 683030 / 242722             |              |
| 13501193        | ja   | Datei hochladen | Schule Brunnenmoos, Schultrakt A1 mit Singsaal S und Spezialtrakt A 2 | B reg. | G   | Brunnenmoosstrasse 15 683595 / 241608    |              |
| 13501194        | ja   | Datei hochladen | Schule Brunnenmoos, Pausenhalle P                                     | B reg. | G   | Brunnenmoosstrasse 15 683563 / 241566    |              |
| 13501534        | ja   | Datei hochladen | Glockenturm der katholischen Kirche                                   | B reg. | G   | Schützenmattstrasse 25 683479 / 241656   |              |
| 135BRUNNEN00490 | ja   | Datei hochladen | Meierhof, Dorfbrunnen                                                 | B reg. | K   | Dorfstrasse 683443 / 241324              |              |
| 135ZUSA00692    | ja   | Datei hochladen | Schule Brunnenmoos, Turnhalle T                                       | B reg. | G   | Brunnenmoosstrasse 15.1 683586 / 241540  |              |

Legende: Im Wesentlichen siehe Legende der Liste der Kulturgüter von nationaler und regionaler Bedeutung, mit folgenden Ausnahmen:
- Anstelle der KGS-Nummer wird als Objekt-Identifikator (ID) die Inventarnummer im Verzeichnis der Objekte von überkommunaler Bedeutung des kantonalen Denkmalschutzamtes verwendet.
- Bei den Kategorien wird wie folgt unterschieden: B kant. = Objekt von kantonaler Bedeutung (Kanton Zürich); B reg. = Objekt von regionaler Bedeutung (Kanton Zürich).